# Sins of the Fathers (ER)
Sins of the Fathers is de vierde aflevering van het zesde seizoen van de televisieserie ER, die voor het eerst werd uitgezonden op 21 oktober 1999.

## Verhaal
Dr. Greene merkt dat zijn vader het moeilijk heeft nu zijn vrouw overleden is. Hij moet nu regelmatig telefonische hulp bieden aan zijn vader.
Dr. Lawrence krijgt een tiener onder behandeling die net een zelfmoordpoging heeft gedaan. Hij vermoedt dat hierin de vader-zoon relatie van invloed was, later komt hij erachter dat hij het fout heeft. 
Lucy Knight vermoedt dat dr. Lawrence vergeetachtig is, zij staat hierin alleen.
Dr. Finch heeft een kind in behandeling die zeer druk en irritant is, om snel van haar af te zijn stelt zij snel een diagnose op en ontslaat haar. Later blijkt dat zij een ijzervergiftiging had en hieraan overlijdt zij, dit tot ontsteltenis van dr. Finch.
Dr. Corday heeft een journaliste rondgeleid op de SEH, een dag later staat er een negatief verhaal over de SEH in de krant. 
Hathaway ontmoet een jonge vrouw die hoogzwanger is, zij is niet verzekerd en werkeloos. Hathaway besluit om haar te helpen met het zoeken van een baan voor haar.
Dr. Malucci krijgt een les in sympathie tonen als hij een patiënt heeft die komt te overlijden. 

## Rolverdeling

### Hoofdrollen
- Anthony Edwards - Dr. Mark Greene
- Noah Wyle - Dr. John Carter
- Laura Innes - Dr. Kerry Weaver
- Eriq La Salle - Dr. Peter Benton
- Alex Kingston - Dr. Elizabeth Corday
- Michael Michele - Dr. Cleo Finch
- Paul McCrane - Dr. Robert Romano
- Erik Palladino - Dr. Dave Malucci
- Alan Alda - Dr. Gabriel Lawrence
- John Aylward - Dr. Donald Anspaugh
- Kellie Martin - Lucy Knight
- Julianna Margulies - verpleegster Carol Hathaway
- Conni Marie Brazelton - verpleegster Connie Oligario
- Yvette Freeman - verpleegster Haleh Adams
- Gedde Watanabe - verpleger Yosh Takata
- Lily Mariye - verpleegster Lily Jarvik
- Lyn Alicia Henderson - ambulancemedewerker Pamela Olbes
- Brian Lester - ambulancemedewerker Brian Dumar
- Emily Wagner - ambulancemedewerker Doris Pickman
- Kristin Minter - Randi Fronczak
- Demetrius Navarro - Morales

### Gastrollen (selectie)
- Rebecca De Mornay -  Elaine Nichols
- Jesse Head - Tommy Stevens
- Jack Stehlin - Mr. Stevens
- Ellen Blain - Becky, vriendin van Tommy
- Susan Haskell - Mrs. Burke
- Jessica Sara - Robin Burke
- Martha Plimpton - Meg Corwin
- Betty A. Bridges - caissière
- Burt Bulos - Lovejoy